# Ciarídeos
Os ciarídeos (Sciaridae) são uma família de dípteros, conhecidos popularmente como mosquitos dos fungos. Comumente encontrados em ambientes úmidos, eles costumam ser pragas em criações de cogumelos e são frequentemente encontrados em vasos de plantas domésticos. Esta é uma das menos estudadas famílias de dípteros, devido provavelmente ao tamanho pequeno dos insetos e à dificuldade na identificação das espécies.
Atualmente, cerca de 1 700 espécies estão descritas, mas estima-se que 20 mil espécies aguardam para serem descobertas, principalmente nos trópicos. Mais de 600 espécies são conhecidas na Europa.

## Descrição
Esses mosquitos são pequenos, tipicamente entre um e sete milímetros de comprimento. Eles possuem corpos delgados de cores escuras e asas negras. Entretanto, as fêmeas de várias espécies não têm asas. Suas pernas longas e antenas com oito a 16 segmentos são típicas de muitos mosquitos.

## Distribuição
Os siarídeos ocorrem em todo o mundo, mesmo em habitats extremos como ilhas subantárticas e regiões montanhosas acima de 4 mil metros. Gêneros como o Parapnyxia são encontrados em desertos, onde se enterram na areia em temperaturas extremas. Algumas espécies vivem exclusivamente em cavernas. Entretanto, a maioria das espécies vive em florestas, pântanos e gramados úmidos, onde eles se localizam na folhagem. Eles também são frequentemente encontrados em potes de flores. Em lugares úmidos e sombreados, mais de 70% das espécies de dípteros podem ser de Sciaridae.
Eles são transportados pelo vento e também, por exemplo, em madeira morta, e são frequentemente introduzidos por humanos pela movimentação de húmus ou similares.

## Ciclo de vida

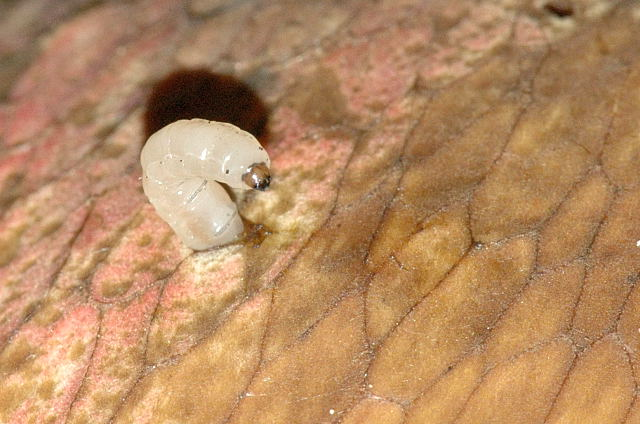
Larva de siarídeo

O ciclo de vida de somente algumas espécies foi estudado em algum detalhe, principalmente aquelas que são pragas em culturas comerciais de cogumelos. Larvas de siarídeos são encontradas principalmente no solo e na serrapilheira, onde elas parecem se alimentar de fungos e de fezes animais. Algumas espécies também se alimentam em partes de plantas acima e abaixo do solo. As larvas têm um papel importante na transformação de restos de folhas de florestas em solo.
Fêmeas adultas depositam cerca de 200 ovos transparentes (com aproximadamente 1 mm de comprimento) em solo úmido. As larvas eclodem depois de cerca de uma semana. Aproximadamente 90% das larvas são fêmeas, e podem ser encontradas até 2 500 larvas por metro quadrado. Algumas espécies, especialmente Sciara militaris, podem ser encontradas migrando em procissões de até 10 metros, contendo milhares de indivíduos. Essas procissões ocorrem de maio a junho na Europa central. Lá, as larvas formam pupas de julho a agosto.
Os adultos com seu característico voo dançante não picam. Eles ingerem apenas líquidos e vivem o suficiente para acasalar e produzir ovos. Eles morrem depois de cerca de cinco dias.

## Acasalamento e genética
Siarídeos praticam eliminação genômica paterna, pela qual os machos transferem para a sua prole apenas o material genético de sua mãe. O resultado funcional disso é similar à haplodiploidia, mas por um mecanismo muito diferente.

## Evolução
Siarídeos são razoavelmente comuns em depósitos de âmbar, com os fósseis conhecidos mais antigos datando do período Cretáceo.

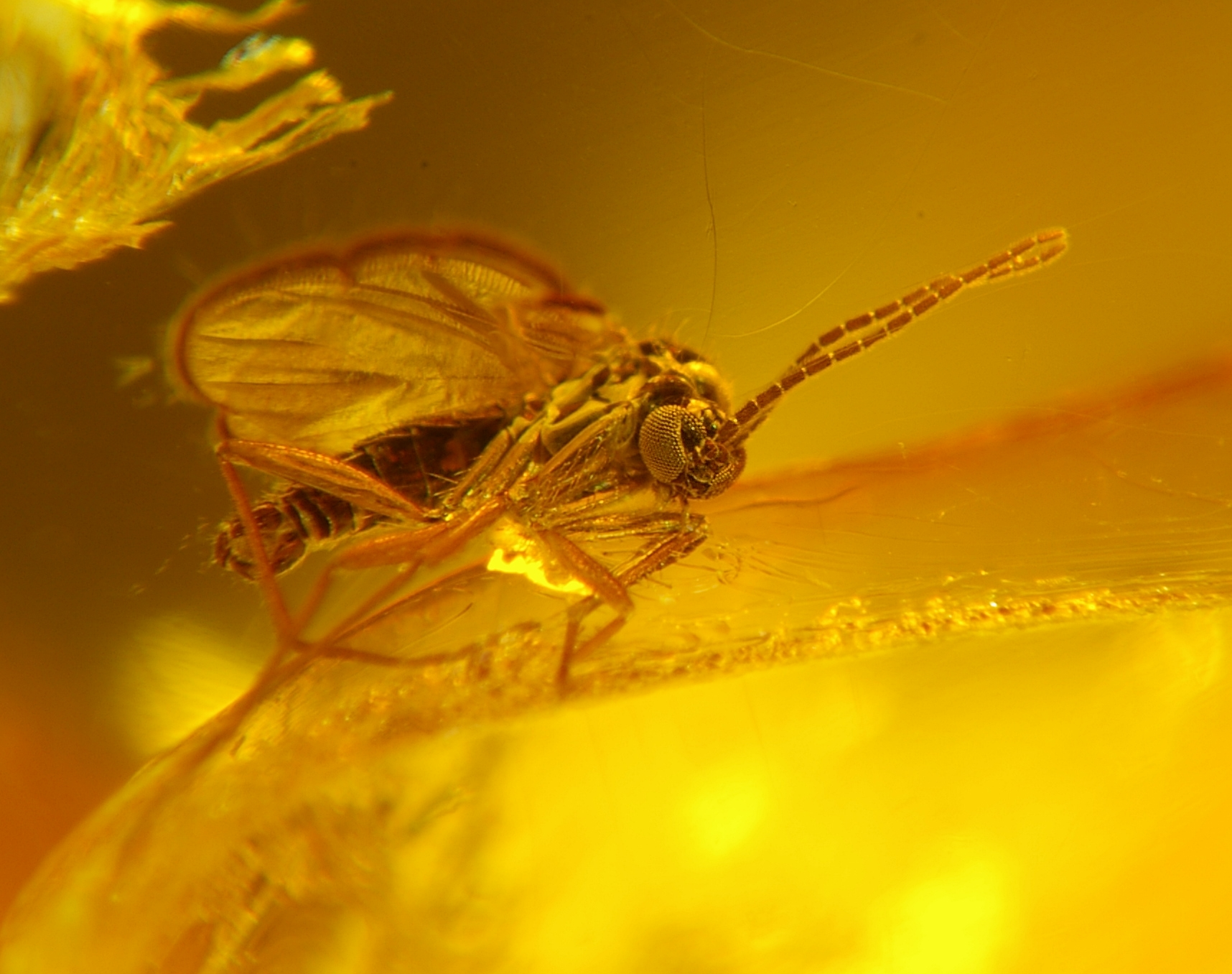
Mosquito siarídeo em âmbar

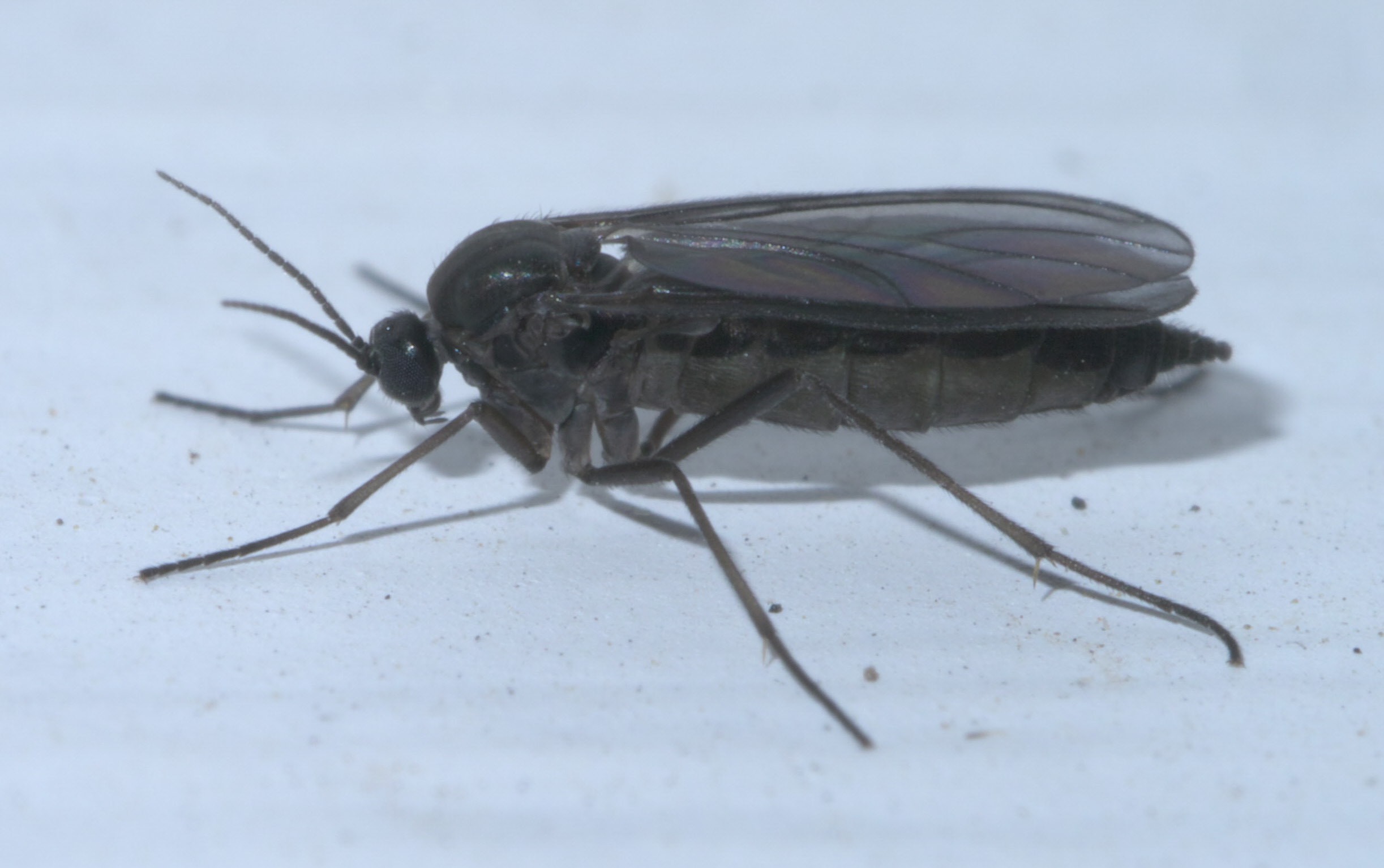
Mosquito de fungos, Sciaridae

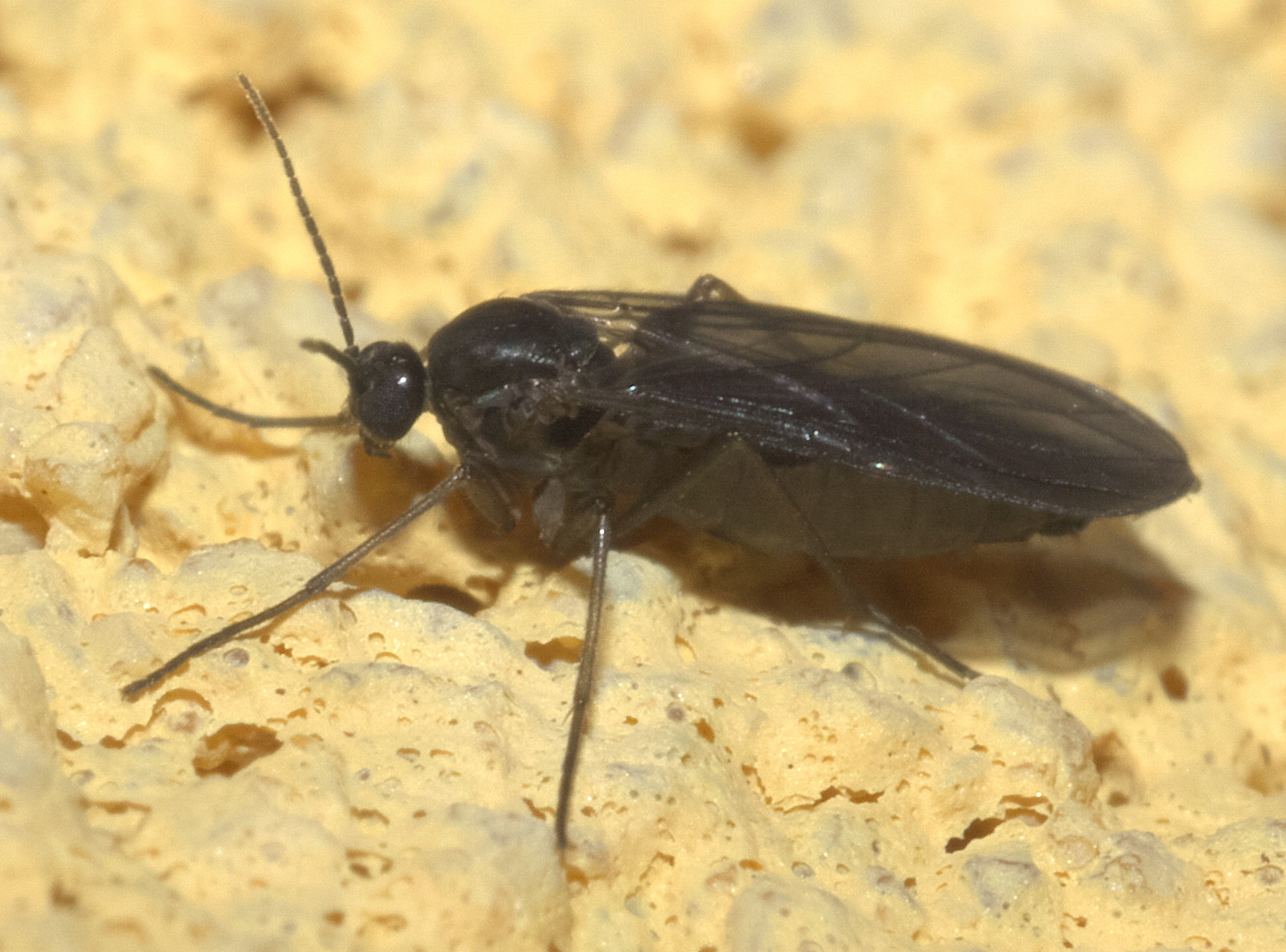
Mosquito de fungos, Sciaridae

## Ação como praga
Mosquitos siarídeos são pragas comuns em culturas de cogumelos e de plantas criadas em locais protegidos, como ervas, cujas condições de aquecimento e umidade favorecem o seu rápido desenvolvimento. Em culturas comerciais de cogumelos, as larvas de siarídeos fazem túneis nas hastes dos cogumelos, e podem quebrar o micélio em desenvolvimento, tornando os cogumelos amarronzados e com aparência de couro. Suas fezes também impedem o micélio de colonizar a camada de revestimento, reduzindo bastante a produção. Como praga de plantas, as larvas de siarídeos se alimentam do sistema de raízes. Em ambas as culturas, mosquitos adultos são uma praga prejudicial, que pode resultar na rejeição da colheita se grandes números estão presentes na área de cultura.
Os estágios larvais podem ser controlados utilizando-se o nematódeo benéfico Steinernema feltia, que penetra na larva e libera uma bactéria que mata o inseto. O nematódeo então se reproduz dentro da larva e os jovens são liberados no meio de cultura, onde eles procuram ativamente novas larvas hospedeiras.